# John Ross (Regisseur)
John William Ross (* in Tulsa, Oklahoma) ist ein US-amerikanischer Filmregisseur und Drehbuchautor.

## Leben
John William Ross wuchs in Tulsa, Oklahoma auf. Er studierte an der University of Southern California und schloss mit einem Diplom in Kino-/Fernsehproduktion ab. Anschließend studierte er am California Institute of the Arts, wo er seinen Master of Fine Arts in Schreiben machte. Während dieser Zeit drehte er einige Low-Budget-Filme und -Kurzfilme.
2015, nach dem Studium, begann er für den Fernsehsender Crypt TV zu arbeiten, wo er einige Kurzfilme drehre. Es folgte die Miniserie Nicht ansehen!, die für Netflix gedreht wurde, sowie die Facebook-Watch-Serie The Birch. 2022 drehte er für Hulu und Disney+ den Film Grimcutty. Der Film wurde insbesondere von der Momo Challenge inspiriert.

## Filmografie
- 2001: Suzanne (Kurzfilm)
- 2003: The Stress (Kurzfilm)
- 2004: Ms. Goldman (Kurzfilm)
- 2005: Julie B Fit: Moms with Muscle (Kurzfilm)
- 2006: Freaky Faron
- 2012: Things Are Really Insane (Kurzfilm)
- 2015: The Thing in the Apartment (Kurzfilm)
- 2016: Shadows of the Dead
- 2017: The Thing in the Apartment: Chapter II (Kurzfilm)
- 2018: Sunny Family Cult (Fernsehserie, vier Episoden)
- 2018: Nicht ansehen! (Don't Watch This) (Miniserie, fünf Episoden)
- 2019–2022: The Birch (Miniserie)
- 2022: Grimcutty